# حادث منطاد الأقصر (2018)
حادث سقوط منطاد الأقصر السياحي 2018 هو حادث سقوط منطاد هوائي بسبب سوء الأحوال الجوية وقع غرب مدينة الأقصر بالطريق الصحراوي الغربي الجديد في 5 يناير 2018 وكان على متنه 21 سائحاً من جنسيات مختلفة. وأسفر الحادث عن وفاة شخص وإصابة 7 آخرين.